# Koji Kimura
Koji Kimura, är en japansk före detta bordtennisspelare och världsmästare i dubbel, mixed dubbel och lag.
Han spelade sitt första VM 1961 och 1967 - 7 år senare sitt 4:e och sista. 
Under sin karriär tog han 9 medaljer i bordtennis-VM, 4 guld, 4 silver och 1 brons. 
För närvarande sitter han i ITTF:s Executive Committe.

## Meriter
- Bordtennis VM
  - 1961 i Peking
    - 1:a plats dubbel med Nobuya Hoshino
    - 2:a plats med det japanska laget

  - 1963 i Prag
    - 1:a plats mixed dubbel med Kazuko Ito-Yamaizumi
    - 2:a plats med det japanska laget

  - 1965 i Ljubljana
    - Kvartsfinal dubbel
    - 1:a plats mixed dubbel med Masako Seki
    - 2:a plats med det japanska laget

  - 1967 i Stockholm
    - 3:e plats singel
    - 2:a plats mixed dubbel med Naoko Fukazu
    - 1:a plats med det japanska laget

- Asian Championship TTFA
  - 1964 i Seoul
    - 1:a plats singel
    - 1:a plats dubbel
    - 2:a plats mixed dubbel
    - 1:a plats med det japanska laget

- Asian Games
  - 1962 i Jakarta
    - 3:e plats singel
    - 2:a plats dubbel
    - 2:a plats mixed dubbel
    - 1:a plats med det japanska laget

  - 1966 i Bangkok
    - 3:e plats singel
    - 2:a plats dubbel
    - 1:a plats mixed dubbel
    - 1:a plats med det japanska laget